# 르노 SM6
르노 SM6(Renault SM6)는 르노코리아가 2016년 3월 1일 공식 출시한 중형 세단이며. SM5의 후속차량이다. 차명인 SM6는 르노코리아'구 (Samsung Motors)'를 의미하는 SM에 SM5와 SM7의 중간급을 상징하는 숫자 6을 결합한 것이다. 르노와 르노코리아가 공동 개발한 SM6는 QM3와는 달리, 부산 공장에서 생산되므로 대한민국에서는 국산차로 엄연히 분류된다. 그리고 형제차인 르노 탈리스만에는 왜건 사양이 있지만 SM6는 대한민국 시장에서 왜건 모델이 인기가 낮아 세단 사양만 존재한다. 동급 경쟁 차량으로는 현대 쏘나타, 쉐보레 말리부, 기아 K5, 혼다 어코드, 토요타 캠리, 닛산 알티마, 포드 몬데오, 푸조 508, 스바루 레거시 등이 있다.

## 1세대(LFD)

### SM6 (2016년3월~2020년7월 14일)

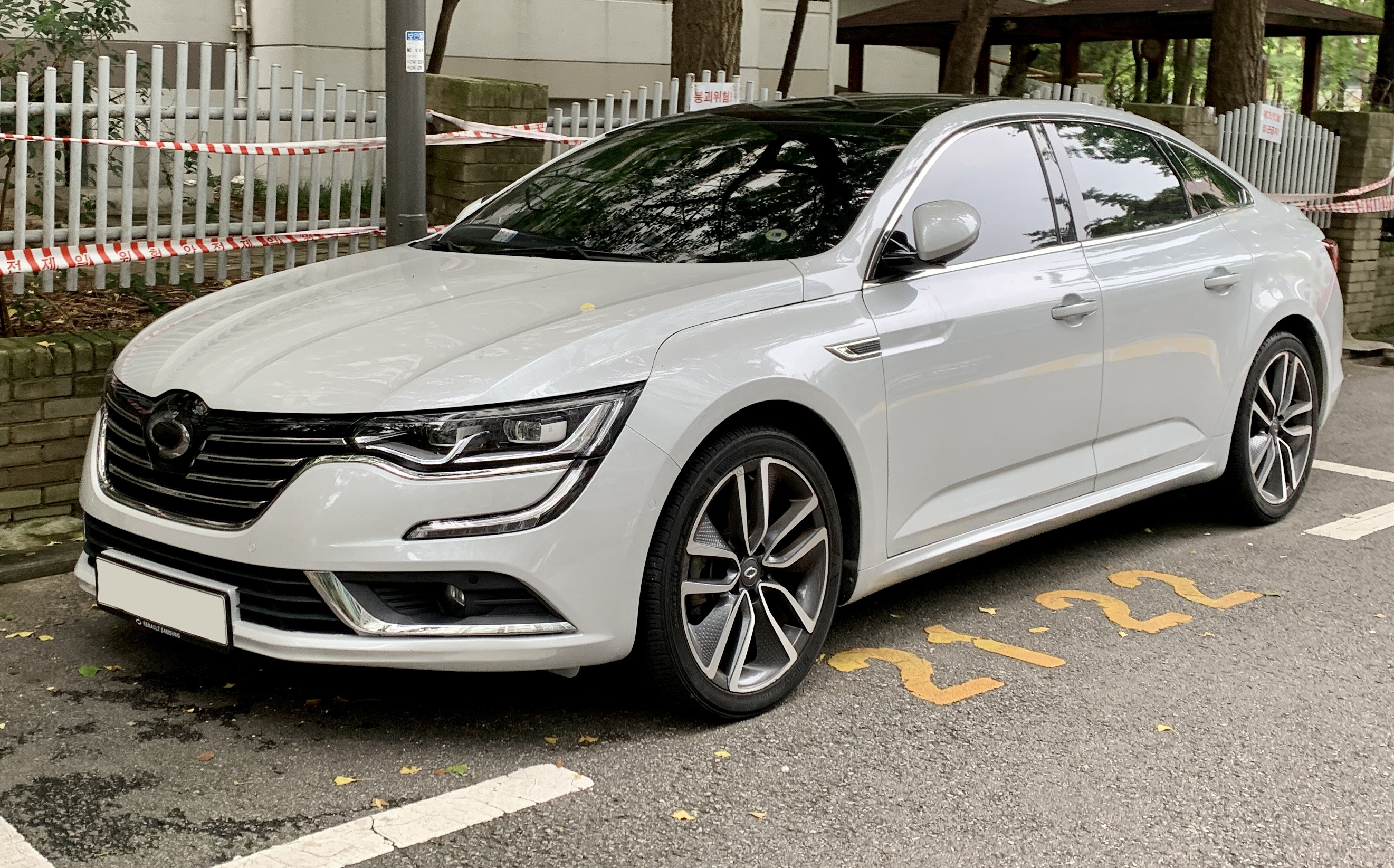
르노삼성 SM6 정측면

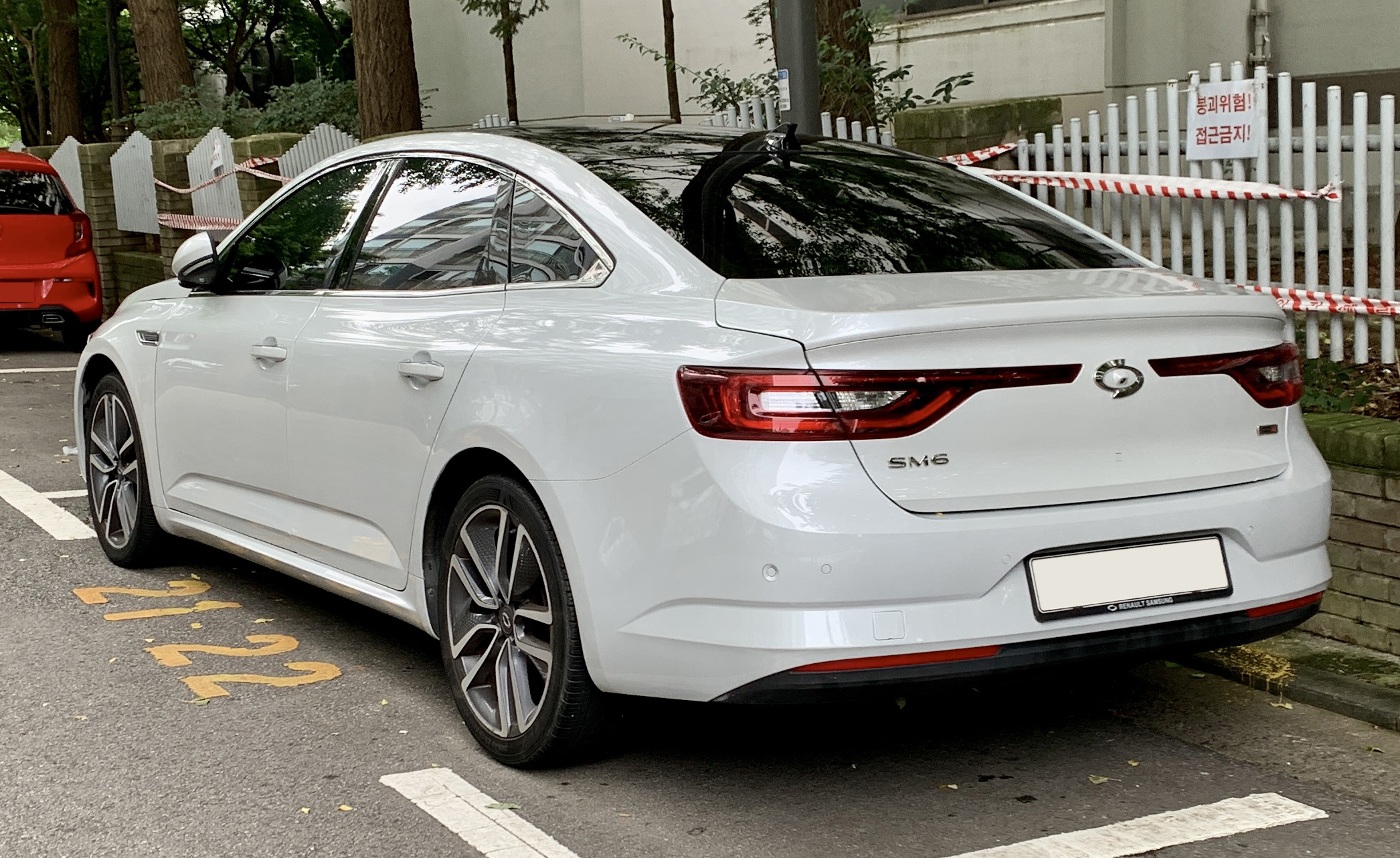
르노삼성 SM6 후측면

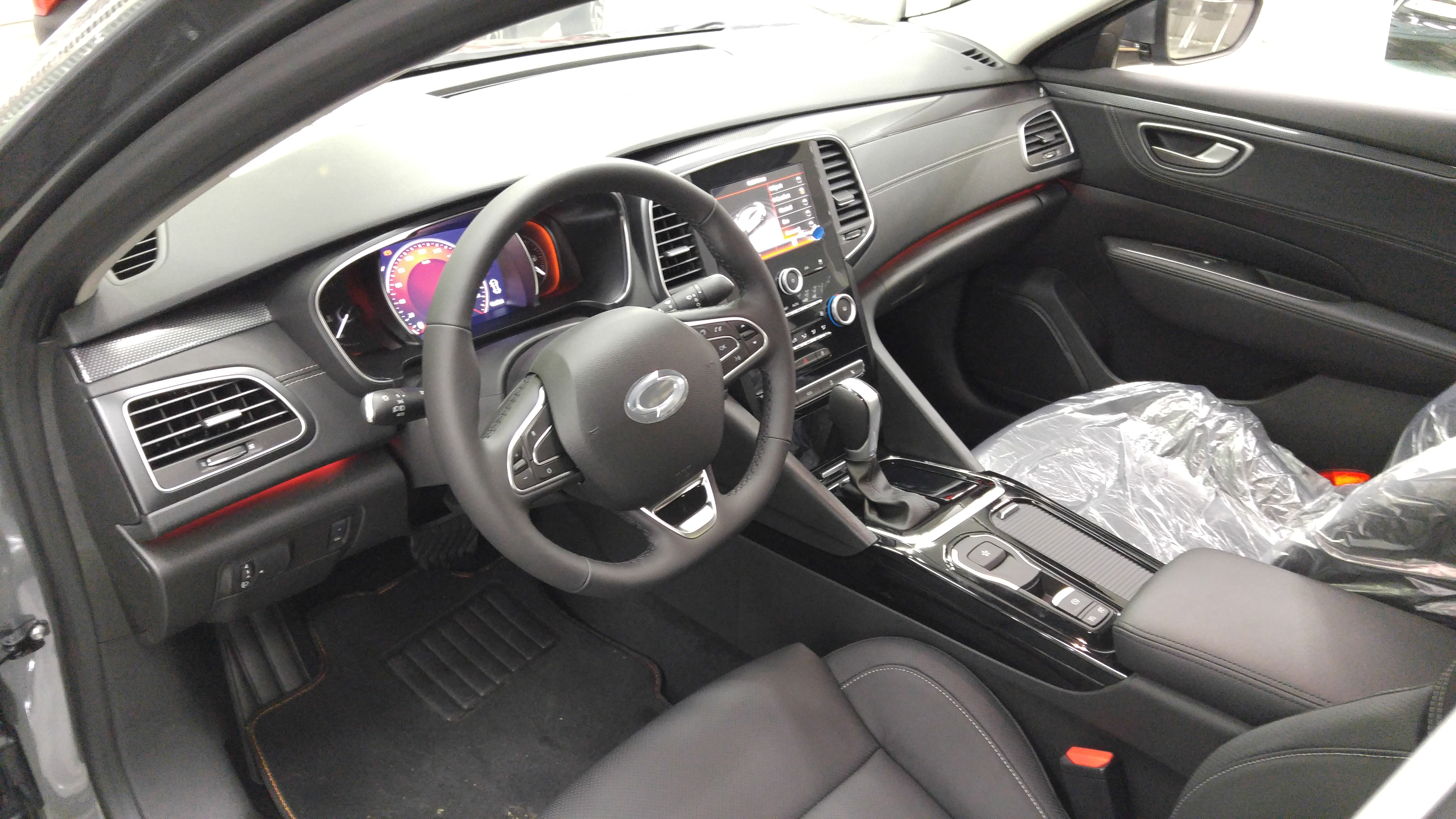
르노삼성 SM6 실내

2016년 3월 1일 정식 출시에 앞서 2016년 1월 13일에 기자 간담회를 통하여 언론에 처음 공개된 SM6는 대한민국 소비자들의 취향과 도로 환경을 반영하여 기반이 된 탈리스만과 차별화 되는 파워트레인과 인테리어, 인포테인먼트 시스템 등이 적용되었다. 운전의 재미를 극대화한 멀티 센스 시스템은 스티어링 답력과 엔진 및 트랜스미션의 응답성 등 주행 감각은 물론 엔진 사운드와 실내 라이팅, 시트 마사지 기능 등 감성적인 부문에도 관여하여 운전자가 원하는 차량 특성과 분위기를 고를 수 있다. 나만의 차로 세팅할 수 있는 운전자별 프로파일 설정, 5가지 색상의 앰비언트 라이팅, 8.7인치 S-Link 시스템 등이 대한민국산 자동차 최초로 적용되었고, 풀 LED 헤드 램프를 비롯하여 19인치 알루미늄 휠, 헤드 업 디스플레이 등이 중형차 최초로 적용되는 등 편의성과 고급감을 높였다. 같은 해 8월 1일에는 QM3와 SM3에 장착되는 유로 6 배기 가스 기준에 충족하는 1.5ℓ 디젤 엔진이 추가되었다. 1ℓ의 연료로 17.0km(16/17인치 휠 장착 사양 복합 연비 기준)까지 달릴 수 있는 높은 연비와 배기량이 1,461cc라 소형차로 분류되는 이점을 통하여 경제성을 내세우고 있다.
2017년에는 애머시스트 블랙, 2018년에 브로드 레드 색상이 추가되었다. 동시에 2.0L 엔진에 프라임 트림이 추가되었으며, 기존 SM5의 2.0리터 엔진을 갖고 온 트림이다.
2019년에는 1.5 디젤 모델의 생산을 중단했으며, 동년 4월에 정부 차원의 미세먼지 저감 대책의 일환으로, LPG 승용차의 일반인 판매가 전면 허용되자 SM7과 더불어 2.0 LPG의 일반인 판매를 시작했다. 2.0 LPG 엔진은 SM5의 엔진을 그대로 이용한다.

### 더 뉴 SM6 (2020년7월 15일~2025년3월 13일)

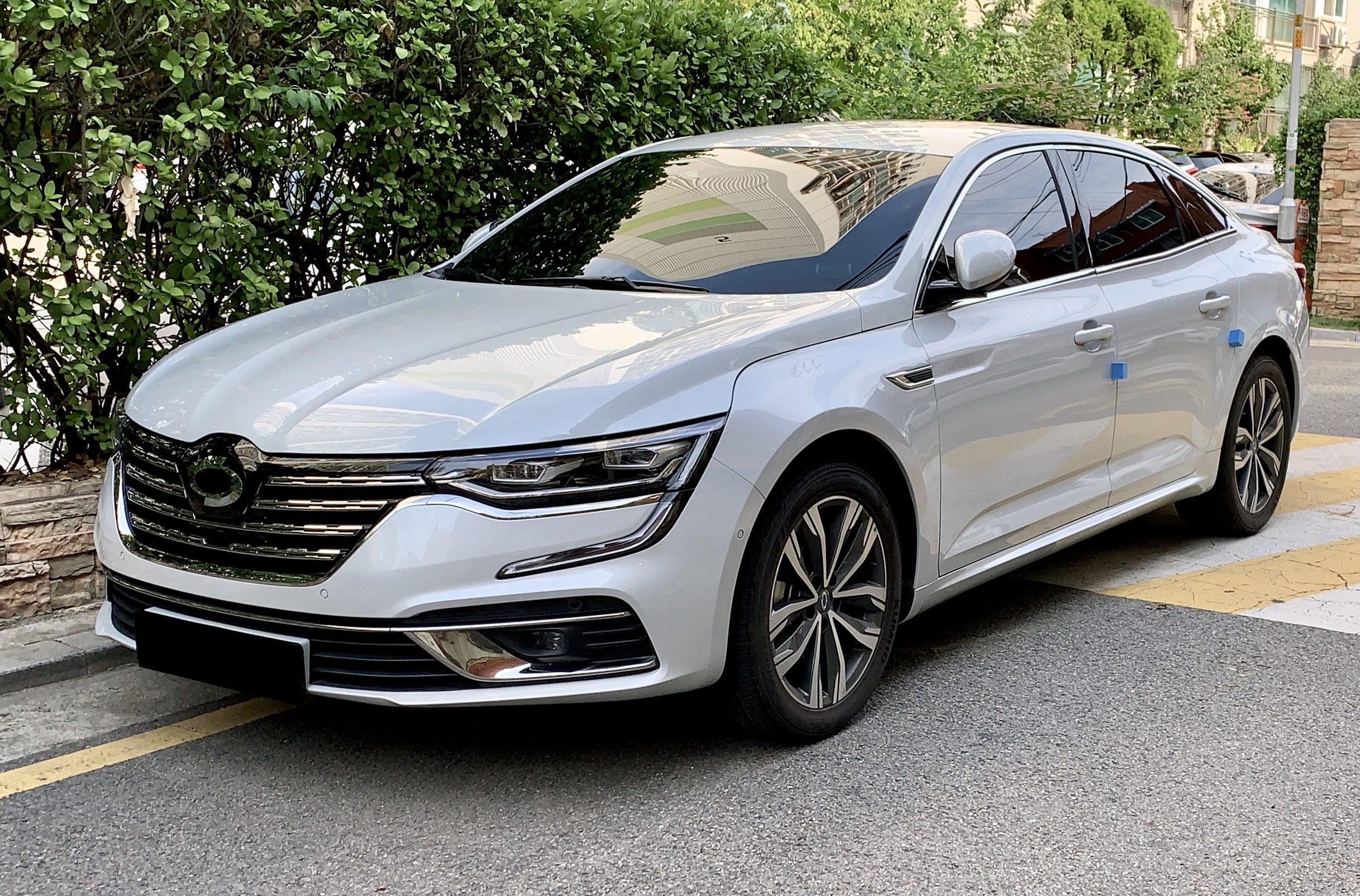
르노 더 뉴 SM6 정측면

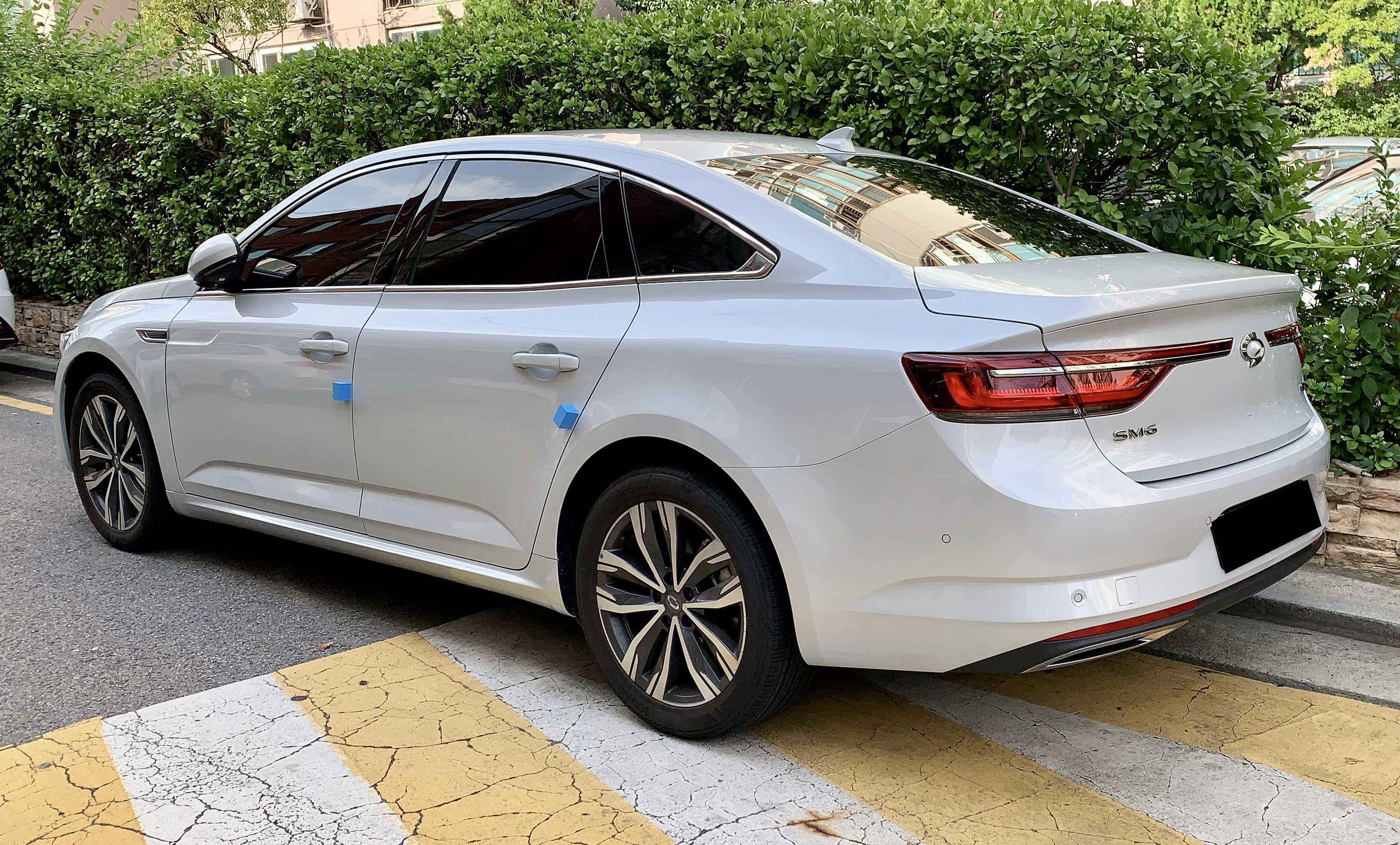
르노 더 뉴 SM6 후측면

2020년 7월 15일 출시되었다. PE 트림이 삭제되고 SE Plus 트림이 새로 개설하였고, 동급 최초로 무빙 턴시그널과 MATRIX 헤드램프를 적용하였다. SM6는 르노 본사가 아닌 르노 삼성이 주도하여 개발한 차로, 대한민국 시장을 공략하기 위해 한국 소비자들의 성격을 우선적으로 고려하였다. 외관과 실내 디자인, 고급 옵션 등은 호평을 받은 반면, 부정적인 평가를 받았던 AM 링크가 삭제되었으나 여전히 후륜 토션빔 서스펜션이 적용된 것으로 인해 세단을 구매할 때 고려되는 부분인 승차감을 만족시키지 못했다는 지적을 받았다.
르노코리아에서 택시 사양은 출시하지 않는다고 발표했다. 이에 따라 별도의 택시 전용 트림이 없음에도 LPG 택시로 간간히 팔리는 QM6 2.0 DOHC LPG가 사실상 SM6 LPG 택시의 자리를 대체하고 있으며, 르노코리아에서도 이를 인지했는지 QM6 2.0 DOHC LPG를 구입하는 개인택시 사업자들에게 프로모션을 제공하기도 했다.
2022년 프랑스 등 유럽 국가에서 탈리스만이 단종된 이후에도 계속 판매를 이어나갔으며, 2024년 다른 차종들의 로고가 르노로 바뀌었음에도 계속 태풍의 눈 로고를 유지했다. 본래는 동년 11월 1일에 단종처리할 예정이었으나, 최종적으로는 2025년 3월 13일 완전히 단산됐다.

## 역대 슬로건

### 1세대(LFD)
- 프리미엄 세단의 새로운 기준 (SM6)
- Beyond Driving (SM6)
- 조금 다른 특별함 (SM6)
- 모든 것을 넘어선 아름다움 (SM6)
- 새로운 심장, 새로운 SM6 (더 뉴 SM6)
- Feel the Drive (더 뉴 SM6)
- 탈수록 매력적인 중형 세단 (더 뉴 SM6)

## 제원
더 뉴 SM6 (2020년 7월 15일~2025년 3월 13일)
| 구분                 | 1.3ℓ TCE              | 1.8ℓ TCE              | 2.0ℓ LPE              |
| -------------------- | --------------------- | --------------------- | --------------------- |
| 전장 (mm)            | 4,850                 | 4,850                 | 4,850                 |
| 전폭 (mm)            | 1,870                 | 1,870                 | 1,870                 |
| 전고 (mm)            | 1,460                 | 1,460                 | 1,460                 |
| 축거 (mm)            | 2,810                 | 2,810                 | 2,810                 |
| 윤거 (전, mm)        | 1,615                 | 1,615                 | 1,615                 |
| 윤거 (후, mm)        | 1,610                 | 1,610                 | 1,610                 |
| 승차 정원            | 5명                   | 5명                   | 5명                   |
| 변속기               | 듀얼 클러치 자동 7단  | 듀얼 클러치 자동 7단  | CVT                   |
| 서스펜션 (전/후)     | 맥퍼슨 스트럿/토션 빔 | 맥퍼슨 스트럿/토션 빔 | 맥퍼슨 스트럿/토션 빔 |
| 구동 형식            | 전륜 구동             | 전륜 구동             | 전륜 구동             |
| 엔진 형식            |                       |                       |                       |
| 연료                 | 가솔린                | 가솔린                | LPG                   |
| 배기량 (cc)          |                       |                       | 1,998                 |
| 최고 출력 (ps/rpm)   | 160                   | 220                   | 140/6,000             |
| 최대 토크 (kg*m/rpm) |                       |                       | 19.7/4,800            |
| 연료 탱크 용량 (ℓ)   | 51                    | 51                    | 75                    |
| 요소수 탱크 용량 (ℓ) | -                     | -                     | -                     |
| 공차 중량 (kg)       |                       |                       |                       |
| 연비 (km/ℓ)          |                       |                       |                       |
| Co2 배출량 (g/km)    |                       |                       |                       |

SM6 (2016년 3월~2020년 7월 14일)
| 구분                 | 1.5ℓ DCI                                                                                 | 1.6ℓ TCE                                                                              | 2.0ℓ 가솔린                                                                          | 2.0ℓ GDE                                                                                 | 2.0ℓ LPE                                                                          |
| -------------------- | ---------------------------------------------------------------------------------------- | ------------------------------------------------------------------------------------- | ------------------------------------------------------------------------------------ | ---------------------------------------------------------------------------------------- | --------------------------------------------------------------------------------- |
| 전장 (mm)            | 4,850                                                                                    | 4,850                                                                                 | 4,850                                                                                | 4,850                                                                                    | 4,850                                                                             |
| 전폭 (mm)            | 1,870                                                                                    | 1,870                                                                                 | 1,870                                                                                | 1,870                                                                                    | 1,870                                                                             |
| 전고 (mm)            | 1,460                                                                                    | 1,460                                                                                 | 1,460                                                                                | 1,460                                                                                    | 1,460                                                                             |
| 축거 (mm)            | 2,810                                                                                    | 2,810                                                                                 | 2,810                                                                                | 2,810                                                                                    | 2,810                                                                             |
| 윤거 (전, mm)        | 1,615                                                                                    | 1,615                                                                                 | 1,615                                                                                | 1,615                                                                                    | 1,615                                                                             |
| 윤거 (후, mm)        | 1,610                                                                                    | 1,610                                                                                 | 1,610                                                                                | 1,610                                                                                    | 1,610                                                                             |
| 승차 정원            | 5명                                                                                      | 5명                                                                                   | 5명                                                                                  | 5명                                                                                      | 5명                                                                               |
| 변속기               | 듀얼 클러치 자동 6단                                                                     | 듀얼 클러치 자동 7단                                                                  | CVT                                                                                  | 듀얼 클러치 자동 7단                                                                     | CVT                                                                               |
| 서스펜션 (전/후)     | 맥퍼슨 스트럿/토션 빔(어댑티브 모션 링크)                                                | 맥퍼슨 스트럿/토션 빔(어댑티브 모션 링크)                                             | 맥퍼슨 스트럿/토션 빔(어댑티브 모션 링크)                                            | 맥퍼슨 스트럿/토션 빔(어댑티브 모션 링크)                                                | 맥퍼슨 스트럿/토션 빔(어댑티브 모션 링크)                                         |
| 구동 형식            | 전륜 구동                                                                                | 전륜 구동                                                                             | 전륜 구동                                                                            | 전륜 구동                                                                                | 전륜 구동                                                                         |
| 엔진 형식            | K9K                                                                                      | M5M                                                                                   | M4RK                                                                                 | M5R                                                                                      | M4RN                                                                              |
| 연료                 | 디젤                                                                                     | 가솔린                                                                                | 가솔린                                                                               | 가솔린                                                                                   | LPG                                                                               |
| 배기량 (cc)          | 1,461                                                                                    | 1,618                                                                                 | 1,998                                                                                | 1,997                                                                                    | 1,998                                                                             |
| 최고 출력 (ps/rpm)   | 110/4,000                                                                                | 190/5,750                                                                             | 140/6,000                                                                            | 150/5,800                                                                                | 140/6,000                                                                         |
| 최대 토크 (kg*m/rpm) | 25.5/1,750                                                                               | 26.5/2,500                                                                            | 19.7/4,800                                                                           | 20.6/4,400                                                                               | 19.7/3,700                                                                        |
| 연료 탱크 용량 (ℓ)   | 51                                                                                       | 51                                                                                    | 51                                                                                   | 51                                                                                       | 75                                                                                |
| 요소수 탱크 용량 (ℓ) | -                                                                                        | -                                                                                     | -                                                                                    | -                                                                                        | -                                                                                 |
| 공차 중량 (kg)       | 1,420(16/17인치 휠)/ 1,460(18/19인치 휠)                                                 | 1,420(17인치 휠)/ 1,435(18/19인치 휠)                                                 | 1,420(16/17인치 휠)/ 1,465(18인치 휠)                                                | 1,405(16/17인치 휠)/ 1,420(18/19인치 휠)                                                 | 1,420(16/17인치 휠)/ 1,470(18인치 휠)                                             |
| 연비 (km/ℓ)          | 도심 15.8/고속 18.6/복합 17.0(16/17인치 휠)/ 도심 15.2/고속 18.2/복합 16.4(18/19인치 휠) | 도심 11.5/고속 14.7/복합 12.8(17인치 휠)/ 도심 11.0/고속 14.1/복합 12.3(18/19인치 휠) | 도심 10.2/고속 13.1/복합 11.4(16/17인치 휠)/ 도심 9.9/고속 12.8/복합 11.1(18인치 휠) | 도심 10.8/고속 14.8/복합 12.3(16/17인치 휠)/ 도심 10.5/고속 14.4/복합 12.0(18/19인치 휠) | 도심 8.2/고속 11.0/복합 9.3(16/17인치 휠)/ 도심 7.9/고속 10.8/복합 9.0(18인치 휠) |
| Co2 배출량 (g/km)    | 109(16/17인치 휠)/ 113(18/19인치 휠)                                                     | 131(17인치 휠)/ 137(18/19인치 휠)                                                     | 149(16/17인치 휠)/ 154(18인치 휠)                                                    | 137(16/17인치 휠)/ 141(18/19인치 휠)                                                     | 141(16/17인치 휠)/ 146(18인치 휠)                                                 |